# Bruno Gonçalves
Bruno Alexandre Rocha Gonçalves, né le 27 décembre 1996 à Braga, est un homme politique portugais, membre du Parti socialiste (PS). Il est député européen depuis 2024.

## Jeunesse et carrière
Gonçalves est diplômé de l'université du Minho avec une maîtrise en génie mécanique,. Il est secrétaire général de l’Union internationale de la jeunesse socialiste depuis 2021 et vice-président de l’Internationale socialiste depuis 2022. Il est élu député européen en 2024. 